# Women’s International Motorcycle Association
Die Women’s International Motorcycle Association – WIMA (Übersetzt: Internationaler Frauen Motorrad Verband) ist ein Frauen-Motorradverein, der weltweit nationale Unterorganisationen besitzt.
Neben den Aktivitäten der einzelnen nationalen Organisationen (Divisions) gibt es einen internationalen Fixpunkt im Jahr, die sogenannte Rally.

## Geschichte

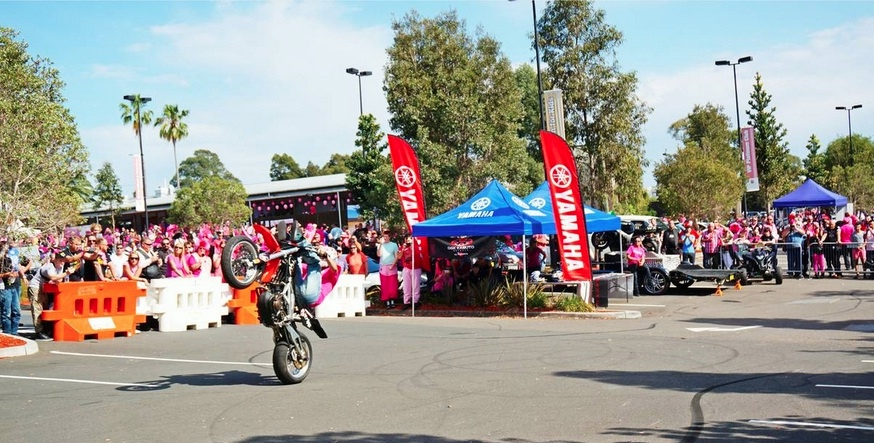
Pink Ribbon Ride

Gegründet wurde die WIMA im Jahr 1950 von Louise Scherbyn (1903–2003), einer erfahrenen Stuntfahrerin, in den Vereinigten Staaten. Scherbyn war die erste Präsidentin, die motorradreisende Engländerin Theresa Wallach (1909–1999) die erste Vizepräsidentin, zunächst des amerikanischen Verbandes und später der internationalen Organisation. Die beiden Frauen waren sich 1950 auf der New York Motorcycle Show begegnet, wo Wallach ihre Norton International Modell 30 (Baujahr 1947) ausgestellt hatte, mit der sie durch die Vereinigten Staaten gereist war. Der Club baute in den Vereinigten Staaten zunächst auf Mitfrauen der American Motor Maids auf und sollte ursprünglich eine Kontaktgruppe für Motorradfahrerinnen sein, die ihre bei der Armee beschäftigten Ehemänner nach Europa begleiteten. Nach einem zweiten Treffen von Scherbyn und Wallach in Daytona wurde Wallach zunächst Vizepräsidentin des Clubs, ab 1962 bis 1977 International Vice Captain der globalen Organisation.
Ab 1958 folgten nationale Organisationen in Europa, zunächst in Großbritannien (ausgehend von Theresa Wallach) und Deutschland. Ein erstes Treffen im Jahr 1958 zur Gründung einer europäischen Vereinigung war maßgeblich initiiert von Jopy Deijs-van Dinter aus Rijswijk in den Niederlanden. Die nationale WIMA-Division dort wurde jedoch offiziell erst 1981 gegründet. Das Treffen fand vom 13. bis 15. Juli 1958 in Scheveningen statt. Zu den neun Gründungsfrauen der europäischen WIMA-Treffen zählten neben Jopy auch ihre jüngere Schwester Jenny Steenbeeke-van Dinter – beide kamen aus einer motorradbegeisterten Familie, da ihr Vater, Piet van Dinter, Sandbahnrennen fuhr. Han Clavan-Selder stellte für viele der frühen Treffen ihre Pension in Scheveningen zur Verfügung. Ellen Wetzig aus Frankfurt (später verheiratete Pfeiffer) und Anke-Eve Goldmann aus Wiesbaden waren später in der deutschen Organisation aktiv. Ellen Pfeiffer, wie Goldmann auch eine der ersten weiblichen Rennfahrerinnen im deutschen Motorradsport, wurde in der Folge die erste deutsche WIMA-Präsidentin und stand der deutschen Division bis 1983 vor. Aus Yverdon in der Schweiz reiste Juliette Steiner an, eine bekannte Rallye- und Bahnfahrerin, und England vertrat Barbara Batt aus Sellidge, die gerade von einer langen Motorradreise durch die Vereinigten Staaten (von Kanada bis Mexiko) zurückgekehrt war.
In Asien waren Australien, wo die Organisation von Hazel Mayes gegründet wurde, und Japan die Vorreiternationen. In der ehemaligen DDR war eine Organisation in der WIMA offiziell nicht möglich. Zum europäischen Gründungstreffen im Jahr 1958 in Scheveningen hatte sich eine Fahrerin aus der DDR angemeldet, die jedoch nicht ausreisen durfte, wie auch eine Fahrerin aus der Tschechoslowakei. DDR-Motorradfahrerinnen mussten die WIMA-Treffen in der CSSR (1967, 1972 und 1979) und zuletzt in Ungarn (1988) nutzen.
Stand 2021 sind 40 Länder mit nationalen WIMA-Vertretungen abgedeckt. Damit ist WIMA die älteste und größte Frauen-Motorradorganisation der Welt.

## Organisation

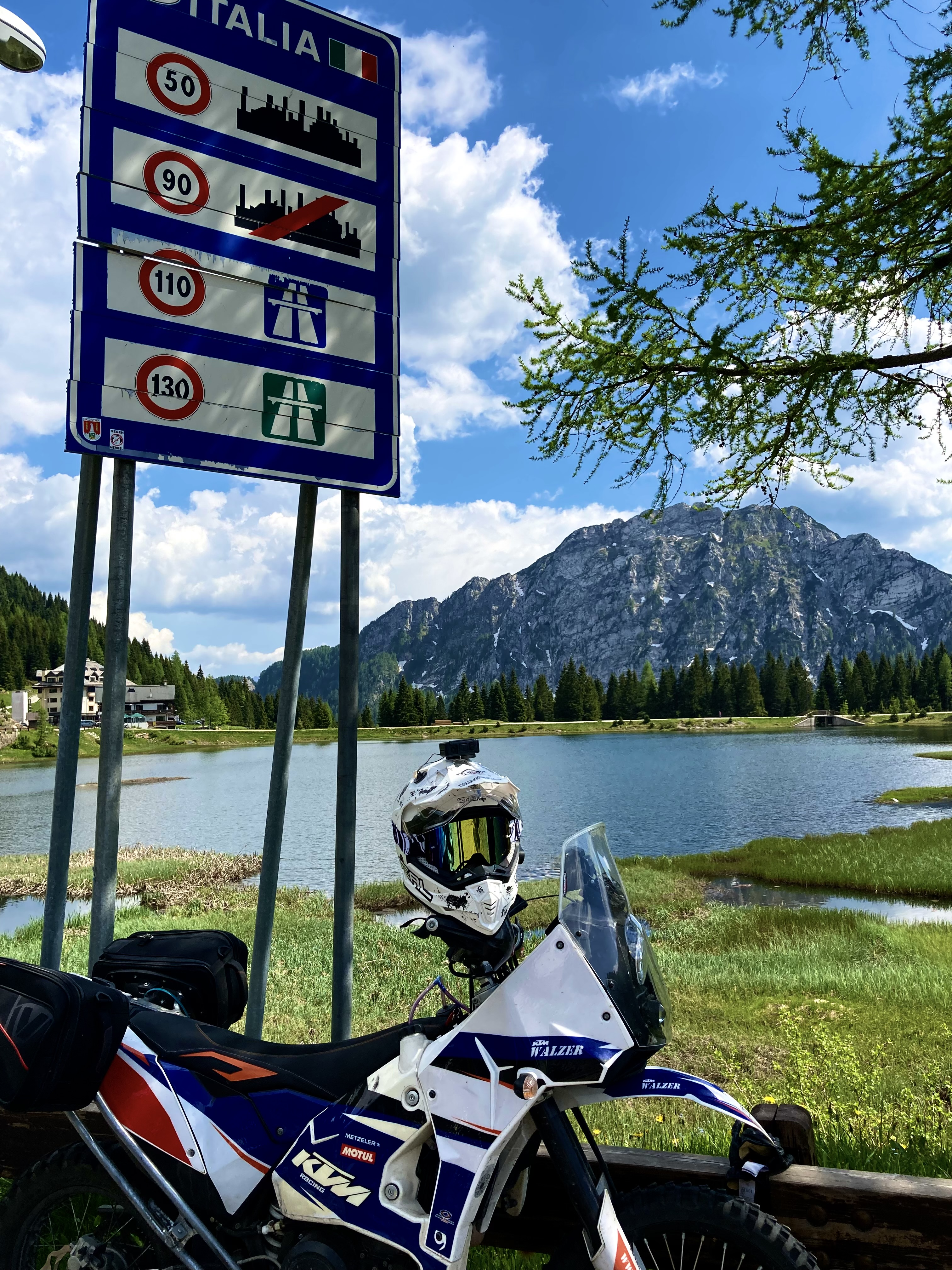
Grenzen überschreiten

WIMA besteht aus einer übergeordneten internationalen Organisation. Den Vorsitz hat eine Präsidentin sowie eine Vizepräsidentin. Diese werden aus den Mitgliedern, für eine Funktionsperiode von drei Jahren gewählt. Eine Wiederwahl ist möglich. Als zusätzliche Unterstützung werden weitere Vorstandsmitglieder (Officers) ernannt bzw. gewählt.
So gibt es die Rollen:
- Treasurer (Kassiererin)
- PR (Public Relations, Öffentlichkeitsarbeit)
- Social media
- Historian (Archivarin)
- Merchandising (Werbeartikel)
- Webmaster (Webseiten-Administratorin)

Die aktuellen Mitglieder des Vorstands von WIMA sind auf der Homepage von WIMA International ersichtlich. Der Vorstand vertritt, im jeweiligen Zuständigkeitsbereich, WIMA offiziell und hat übergreifende Funktionen. Ergänzend dazu gibt es das Gremium der nationalen Präsidentinnen: Beschlüsse, die alle WIMA-Mitgliedsorganisationen organisatorisch und inhaltlich betreffen, werden im Gremium der nationalen Präsidentinnen gefasst.

## Zweck

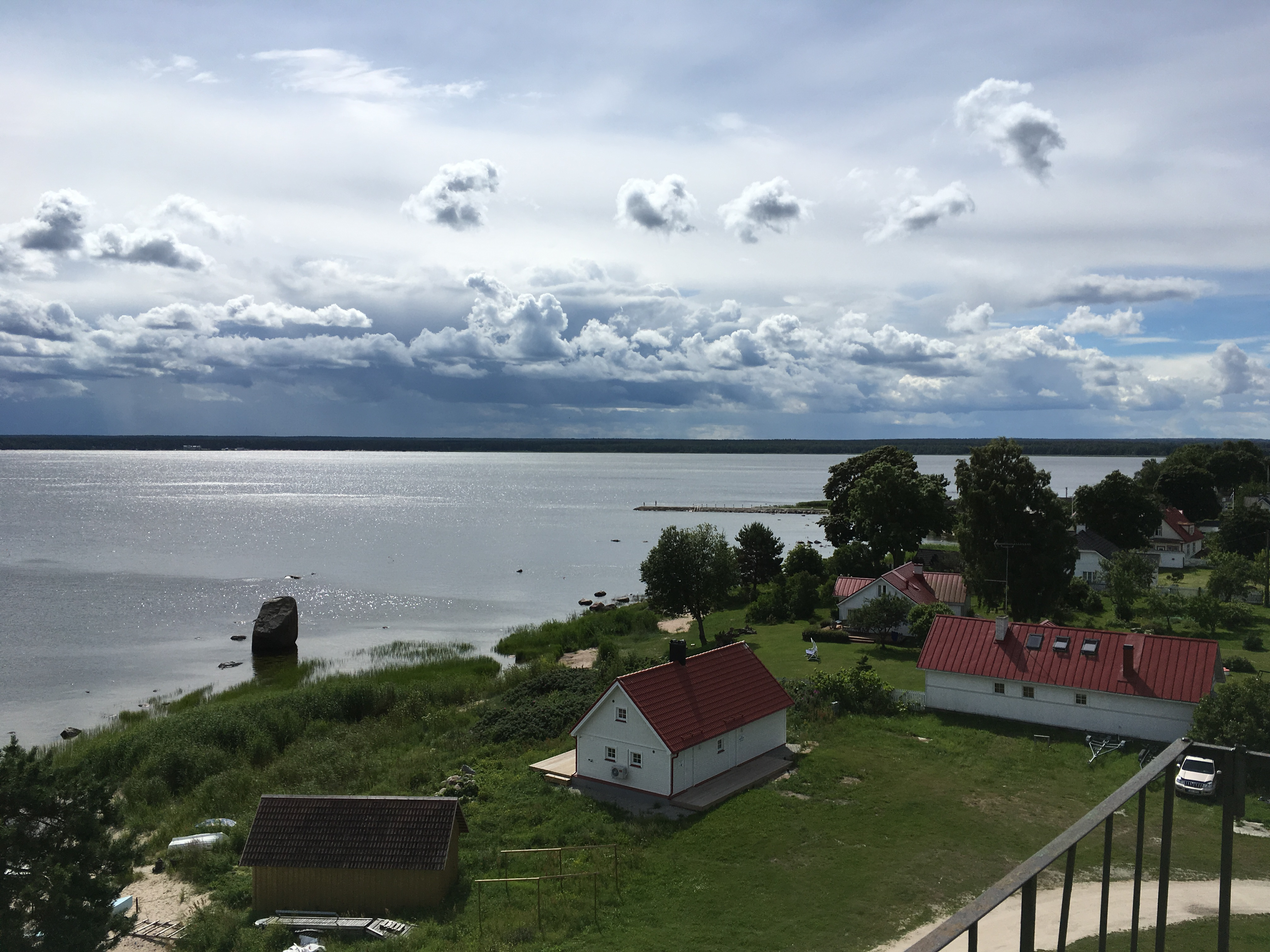
Schnitzeljagd an fernen Küsten

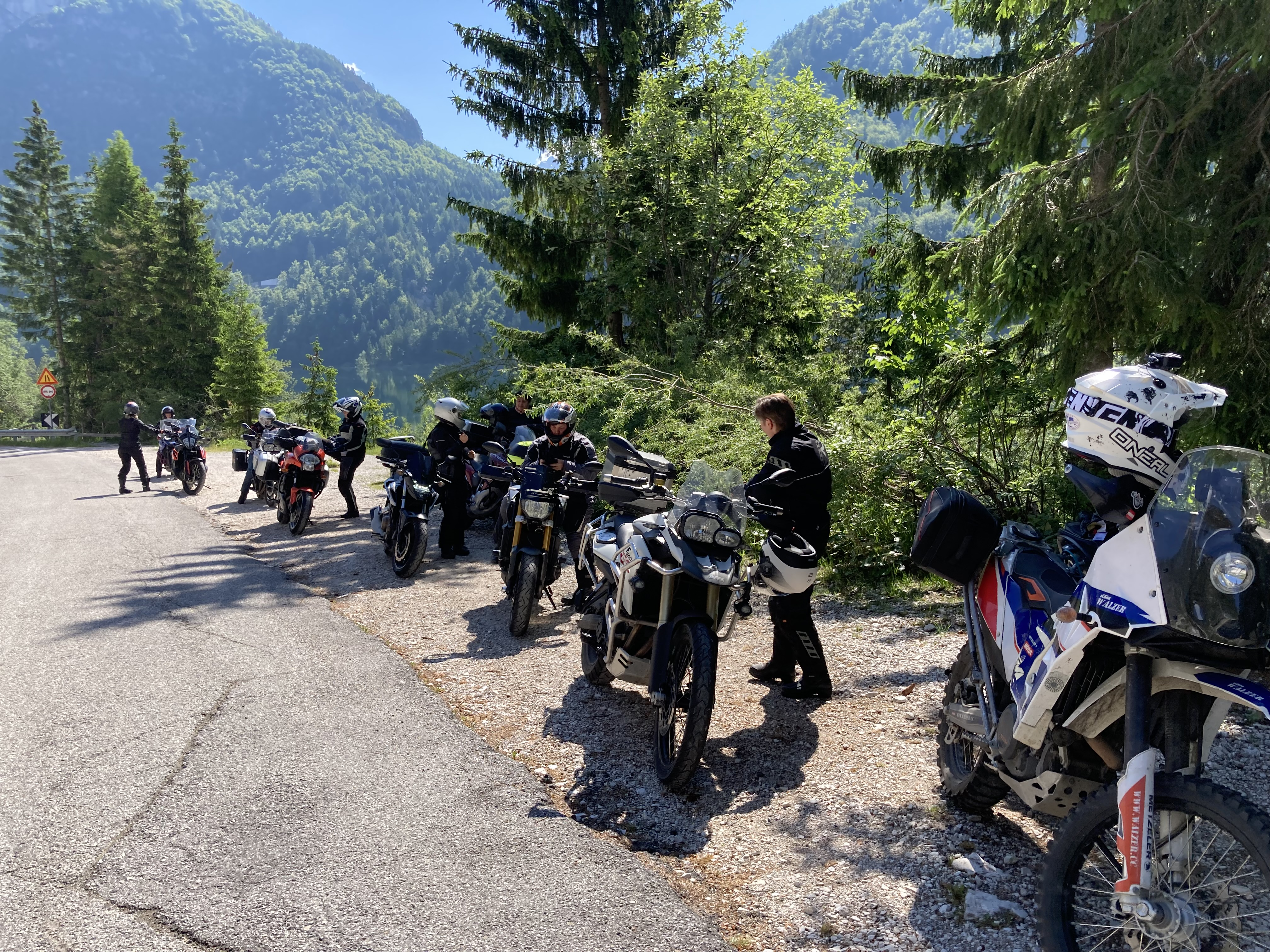
Eine Rast bei einer Ausfahrt

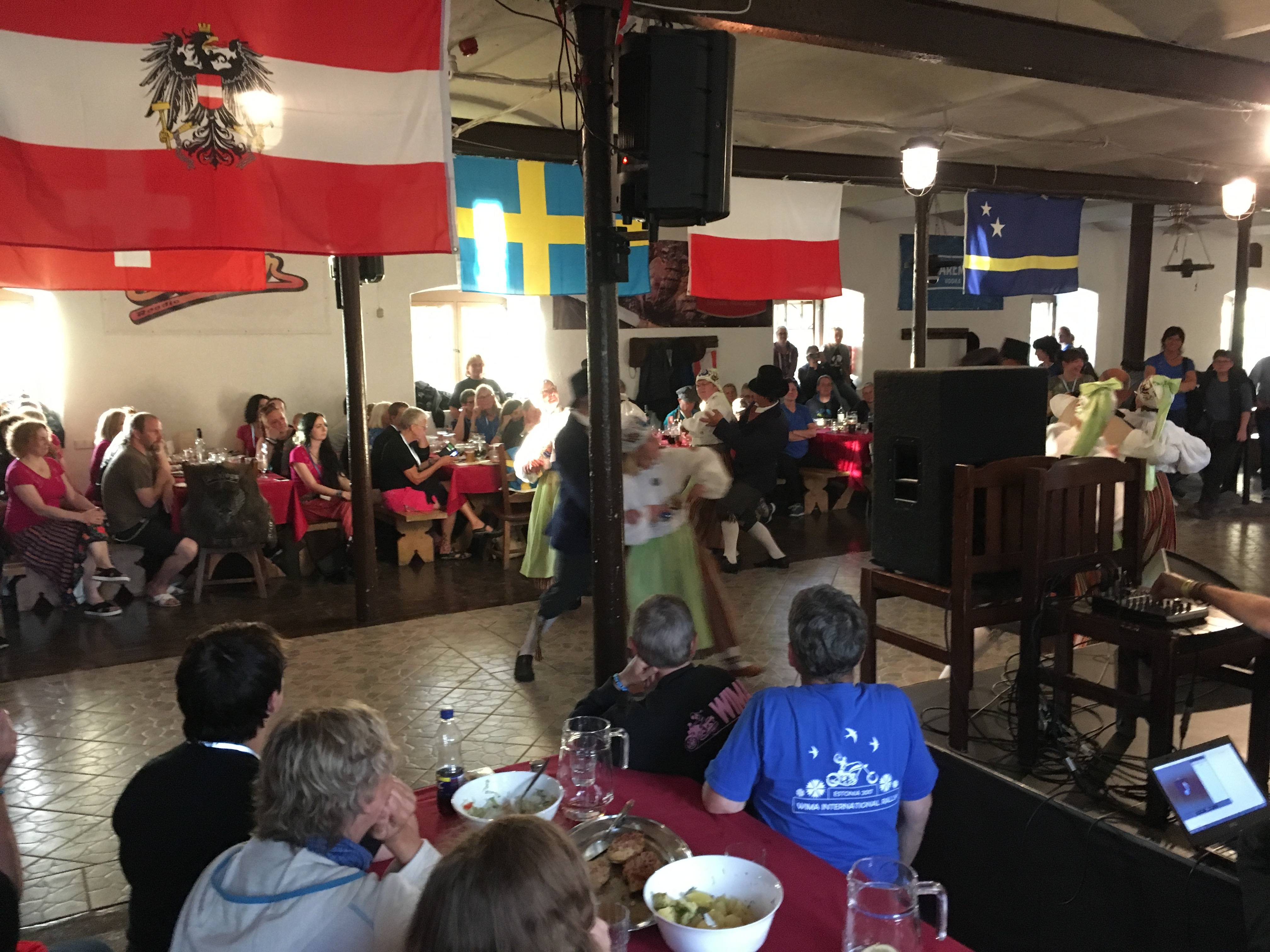
Eröffnungsfeier mit Landesvorstellung

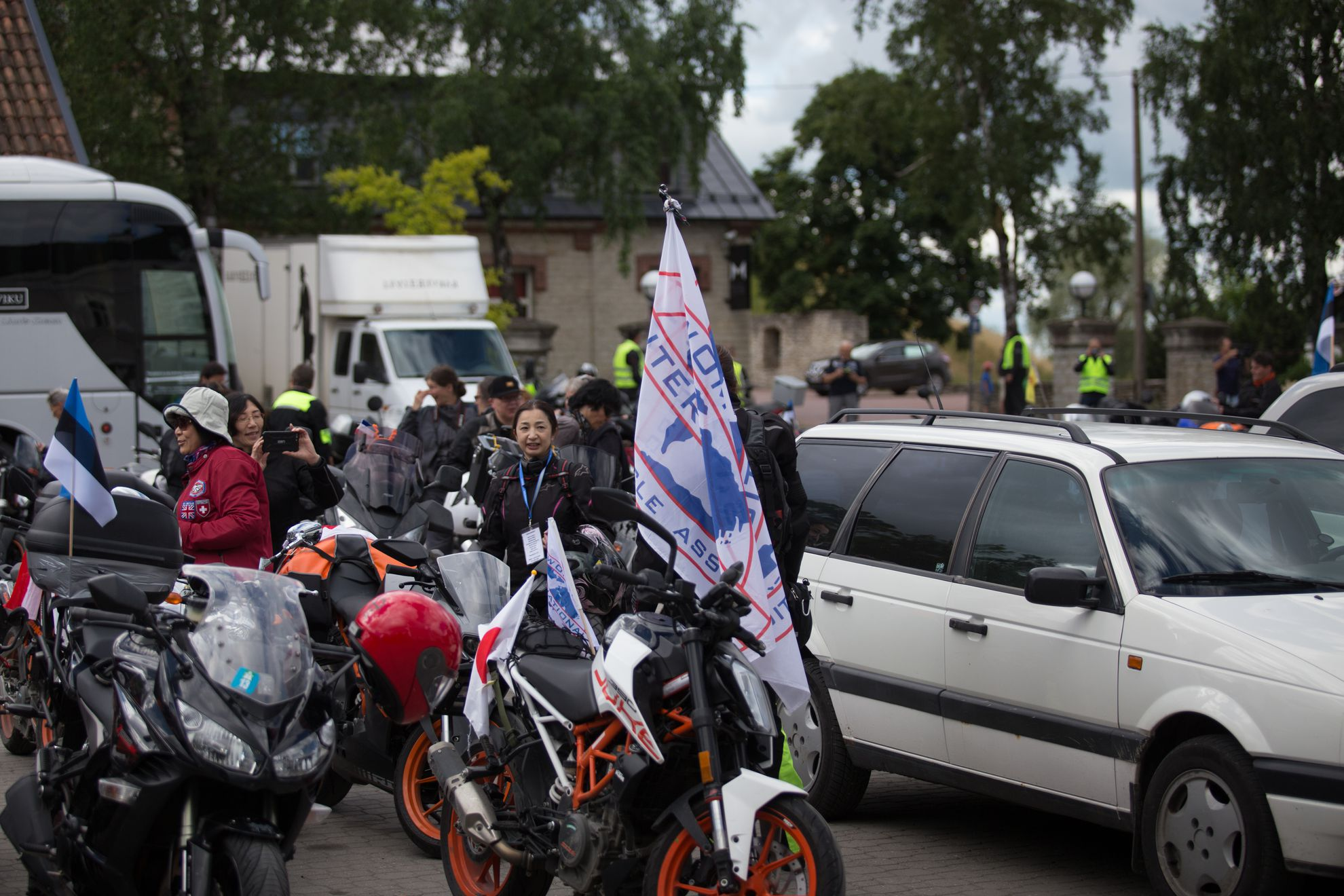
Rally Sammelplatz

Die Statuten von WIMA sehen die Förderung von Frauen bei der Ausübung des Motorradsports vor.
WIMA International unterstützt dies durch:
- Veranstaltung jährlicher internationaler Treffen (Rally), die durch eine Landesorganisation abgehalten wird.
- Lobbying für Motorräder und Motorrad fahrende Frauen allgemein
- Werbung für WIMA und Merchandising
- Verleihung des Ellen Pfeiffer Awards (seit 2004) für verdiente WIMA-Mitglieder[9]

Nationale Vereine unterstützen dies durch:
- Das Angebot von Trainings,
- Sammlungen (Charity) zur Unterstützung von Initiativen die einen Bezug zu Frauen und Motorrädern haben,
- Durchführung von lokalen Events (Nationale Rallys, Ausfahrten, Partys etc.),
- Teilnahme am jährlichen internationalen Treffen (Rally)
- Frauennetzwerk im Motorradsport inkl. nationalem Lobbying und
- Ansprechpartner für internationale WIMA-Mitglieder auf der Durchreise.

Zu den regelmäßigen Aktivitäten der Vereinigung gehören Pink Ribbon Rides. Deren Erlöse kommen dem Kampf gegen Brustkrebs zugute.

## Rally
Die Rally ist das Highlight des jeweiligen Jahres. Veranstaltet wird diese von einer nationalen WIMA-Organisation, meist im Veranstalterland. Eine Teilnahme ist für jedes WIMA-Mitglied möglich, auch für Angehörige und Partner (wenn auch nicht im vollen Umfang). Neben der Anreise, die möglichst mit dem Motorrad erfolgen sollte, wird ca. fünf Tage lang vor Ort ein Programm absolviert.
Es gibt Varianten, der grundsätzliche Ablauf ist zumeist wie folgt:
Am Ankunftstag:
- Welcome-Dinner und Begrüßung der internationalen Gäste.
- Eine kurze Einführung in Land, Sprache und Gebräuche
- Erläuterung des Wochenprogramms
- Party

An den Folgetagen:
- Präsidentinnen-Dinner – Wahlen und Abstimmungsrunden finden hier statt
- Nationentag – auch Trash Event genannt
- Kulturevent (Sightseeing, Ausflüge etc.)
- Schnitzeljagd (Mit dem Motorrad durchs Land)
- Unterhaltungsprogramm ( Motorrad-Trainings, Rennstrecke, Offroad fahren, Wanderung, Testmotorräder etc.)
- Kulinarische und musikalische Highlights an den Abenden
- Abschiedsdinner
  - mit der Verabschiedung,
  - Ausblick auf die Rally im nächsten Jahr,
  - Geschenke für das Gastgeberland

## Bekannte Mitfrauen
- Agnès Acker
- Anke-Eve Goldmann
- Ellen Pfeiffer
- Theresa Wallach